# Apicomplexa
Apicomplexa је велика и разноврсна група једноћелијских спорулишућих протиста, коју карактерише присуство специјалних ћелијских структура — апикалног комплекса и субпеликуларних везикула. Сви протисти из ове групе су паразити животиња, изузев групе Colpodellida. Локомоторне структуре попут бичева и псеудоподија одсуствују, изузев у појединим фазама гамета.

## Размножавање
Ако постоји полно размножавање, по типу је сингамно. За сингамијом непосредно следи мејотичка деоба, причему настаје хаплоидно потомство. Бесполно размножавање хаплоидних организама је разнолико — може се остварити бинарном фисијом, ендодиогенијом, ендополиогенијом и/или шизогонијом.

## Значај
Апикомплекса, као велика и разноврсна група, обухвата и паразите узрочнике следећих обољења:
- бабезиозе (узрочник )
- маларије (узрочник )
- криптоспоридиозе (узрочник )
- различитих кокцидиоза: 
  - циклоспоријаза (узрочник )
  - токсоплазмоза (узрочник )